# Drepanolejeunea capulata
Drepanolejeunea capulata là một loài Rêu trong họ Lejeuneaceae. Loài này được (Taylor) Stephani mô tả khoa học đầu tiên năm 1913.